# جون كي. هاتشيسون
جون كي. هاتشيسون هو سياسي أمريكي، ولد في 1959. نشط حزبياً في الحزب الجمهوري. وقد انتخب عضو مجلس نواب أركنساس ‏.